# Shirley Cawleyová
Shirley Cawleyová, provdaná Berryová (* 26. dubna 1932 Croydon), je britská atletka, která získala bronzovou medaili v skoku dalekém na letních olympijských hrách 1952 konaných v Helsinkách ve Finsku. Narodila se v Croydonu.